# فرانسوا إدوار بيكو
فرانسوا إدوار بيكو (بالفرنسية: François-Édouard Picot)‏ (10 أكتوبر 1786، باريس - 15 مارس 1868، باريس) كان رسامًا فرنسيًا عاصر فترة ملكية يوليو، رسم في المواضيع الأسطورية والدينية والتاريخية.

## حياته
ولد بيكو في باريس، وفاز بالمنحة الدراسية المسماة جائزة روما عام 1813،  ونال عمله كيوبيد والروح (المحفوظ الآن في متحف اللوفر) نجاحًا في صالون عام 1819.
رسم لوحته تتويج العذراء في كنيسة نوتردام دي لوريت  كما تلقى عمولات كبيرة لمعرض المعارك. عرض أعماله في صالون باريس بين عامي 1819 و1839. أصبح عضوًا في أكاديمية الفنون الجميلة في 1836، كما حصل على وسام جوقة الشرف برتبة ضابط عام 1832.
تتلمذ بيكو على يد فرانسوا أندريه فنسنت وجاك لوي دافيد. ومن أشهر تلاميذة الفنان الكسندر كابانيل.